# Bubble Studios
Bubble Studios es un complejo de estudios fotográficos y oficinas creativas ubicado en la Ciudad Autónoma de Buenos Aires. Funciona como un espacio múltiple donde se realizan producciones fotográficas, audiovisuales, eventos sociales y corporativos y donde diariamente conviven las oficinas de distintos emprendimientos profesionales dedicados al trabajo creativo con imágenes en diversas disciplinas. Entre ellos, históricamente funcionan los estudios de la fotógrafa argentina Gaby Herbstein y sus oficinas de producción.

## Ubicación
Bubble Studios, diseñado por el arquitecto Ramiro Zubeldía, se encuentra en el barrio de Villa Crespo; una zona donde se mezclan viviendas familiares y edificios de viviendas con comercios disgregados, depósitos, talleres e industrias, así como también un nuevo circtuito artístico incipiente dentro de la Ciudad de Buenos Aires.

## Edificio
A partir de la unión de tres construcciones existentes, una vieja fábrica de perfumes en desuso, un galpón de depósito y un taller mecánico automotor, se llegó a la reconstrucción de una obra novedosa. El edificio propone una paleta de materiales que mantiene y refuerza el carácter industrial de la construcción original. Predominan el hormigón a la vista, los alisados de cemento, el ladrillo pintado y el hierro con terminaciones rústicas y resistentes.  Dadas las características del proyecto, en 2014 la obra arquitectónica Bubble Studios fue reconocida en la Bienal Internacional de Arquitectura de Argentina por su sustentabilidad física y social.
Hoy en día Bubble Studios es un complejo de aproximadamente 5000 m² que se divide en dos grandes paquetes funcionales ubicados en ambos extremos del edificio y unidos por un patio central. En primer lugar se encuentran los Estudios Fotográficos; cuatro sets para fotografía y fílmación diferentes entre sí, los cuales abarcan todas las posibles situaciones lumínicas de estudio entre luz artificial y natural y entre los cuales se destaca el estudio underwater, donde se realizan importantes producciones debajo del agua. En segundo lugar, Bubble Studios es sede de diversas oficinas donde funcionan emprendimientos relacionados al arte y al diseño, motivo que dio lugar al nombre del complejo, Bubble Studios, como metáfora de una burbuja creativa en medio de la ciudad.

### Grandes hitos en la historia del edificio
- Año 2005: Terreno dividido entre una fábrica de perfumes ya en desuso, un galpón de depósito y un taller mecánico automotor.
- Año 2007: Inicio de las reformas edilicias para unificar los espacios en el proyecto sustentable Bubble Studios, diseño del arquitecto Ramiro Zubeldía.[4]
- Año 2010: Inauguración de Bubble Studios con la presentación del proyecto Aves del Paraíso, de Gaby Herbstein.[5]
- Año 2012: Recital de Boy George en Argentina, en el marco de un evento auspiciado por la marca de bebidas Vitamin Water.[6]
- Años 2011 - 2014:  Sede de producciones y presentaciones de proyectos artísticos personales de la fotógrafa argentina Gaby Herbstein, entre ellos sus calendarios Huella Ecológica 2 y Estados de Conciencia[7]
- Año 2014: Reconocimiento del proyecto en la Bienal Internacional de Arquitectura de Argentina[2]
- Año 2015: Rodaje del nuevo clip de Diego Torres "La Vida es un Vals" luego de 5 años de ausencia en la escena musical[8]
- Año 2015: Jorge Lanata personificando al padre de Hamlet en una producción fotográfica, en el marco de una campaña de difusión cultural.[9]